# Église Saint-Léger de Lommoye
Pour les articles homonymes, voir Église Saint-Léger.
L'église Saint-Léger est une église catholique située à Lommoye, en France.

## Localisation
L'église est située dans le département français des Yvelines, dans la commune de Lommoye.

## Historique
Sa construction date du XIIIe siècle, et elle fut agrandie au XVIe siècle.
Il reste du premier édifice le portail d'entrée aux archivoltes romanes parsemées d'étoiles et de zigzags. 
Les seigneurs du Buc, à qui appartenait le château de Lommoye jusqu'à la Révolution, y sont inhumés, dont Jean-François-Robert du Buc-Richard, décédé en 1788.
Le clocher fut reconstruit en 1868.
Elle dépend de la paroisse Saint-Léger. De nos jours, elle est parfois utilisée pour des spectacles de musique classique.

## Description

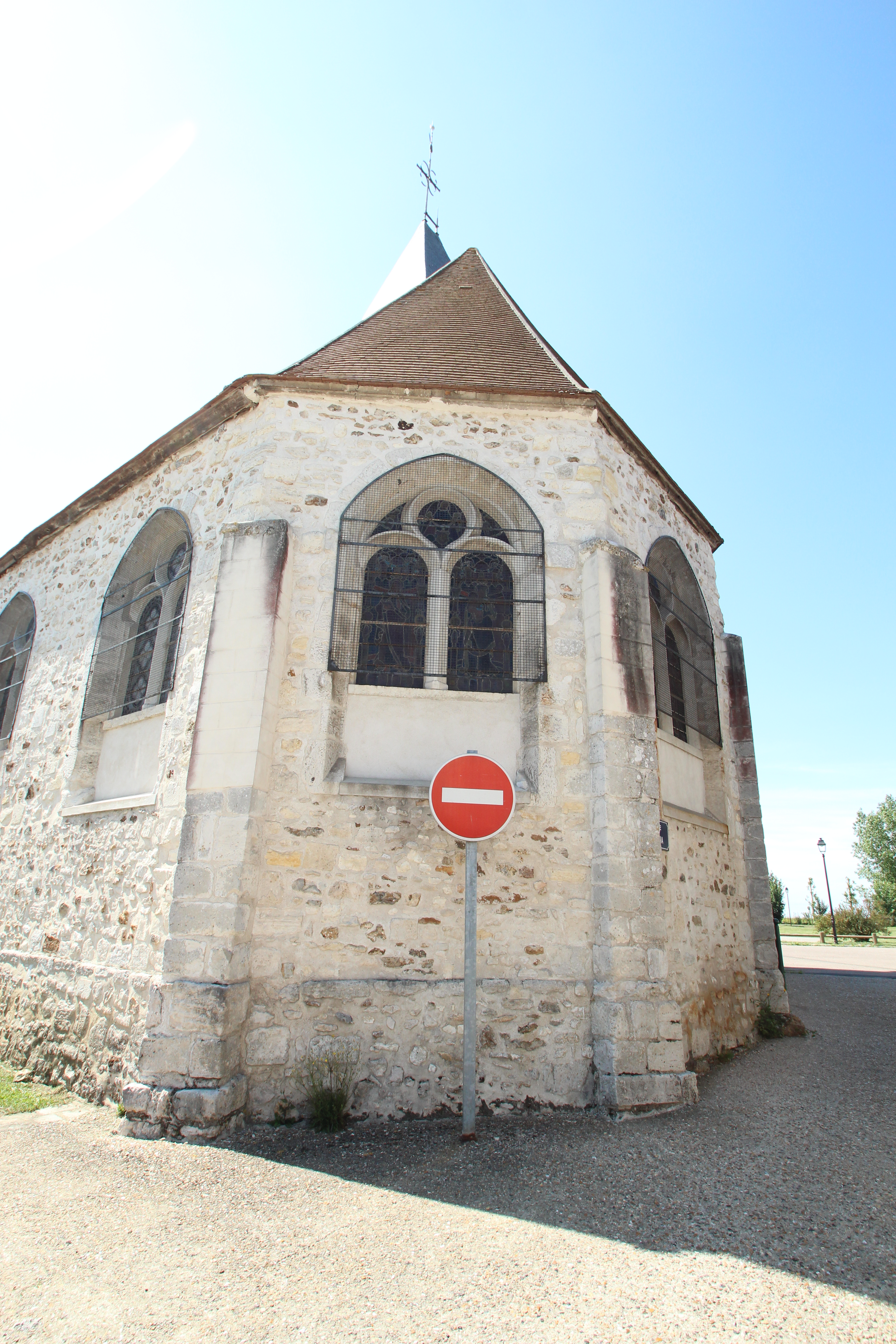
Le chevet de l'église.

C'est un édifice construit en pierre calcaire.
À l'entrée du chœur se trouvent cinq pierres tombales dont certaines portent encore des caractères gothiques à demi effacés.
Les verrières du chevet illustrent le couronnement de saint Léger, patron de la commune. Les autres vitraux, datant probablement du XIXe siècle, représentent les quatre Évangélistes.
La cloche de bronze d'un diamètre de plus d'un mètre, porte la mention de sa bénédiction en 1771, et est classée. 
La croix de l'église ayant été endommagée par la tempête de décembre 1999, elle a été restaurée en 2002 par des artisans locaux, notamment le sculpteur sur métal Pierre Boulanger chargé du Christ figurant sur la croix.